# Таммик, Урмас
У́рмас Таммик (эст. Urmas Tammik; род. 22 февраля 1964, Таллин) — эстонский виолончелист.

## Биография
Окончил Московскую консерваторию, ученик Натальи Шаховской и Михаила Хомицера; изучал также дирижирование под руководством Павла Когана. Лауреат нескольких международных конкурсов как солист и в составе дуэта с пианисткой Изабеллой Чекушиной. В 1987—1990 гг. играл в последнем составе Квартета имени Бетховена.
В 1991—2004 гг. жил и работал в Испании. Был солистом Филармонического оркестра Малаги, с 1996 г. одновременно возглавлял Молодёжный оркестр Малаги, в 2000—2001 гг. преподавал в Высшей школе музыки королевы Софии. С 2005 г. солист Мюлузского симфонического оркестра (Франция).